# Lunds kommun, Norge
Lunds kommun (norska: Lund kommune) är en kommun i landskapet Dalane i Rogaland fylke i sydvästra Norge. Kommunens centralort är tätorten Moi. 
Lunds kommun ligger den i södra delen av Rogaland fylke, mellan Kristiansand och Stavanger. Den gränsar till Sirdals, Flekkefjords, Sokndals och Eigersunds kommuner. Kommunen är känd som en industrikommun där andelen industrisysselsatta är bland de högsta i landet.

## Etymologi
Lunds socken är uppkallad efter en gammal bondgård vid namn Lundr på fornnordiska, då första kyrkan byggdes där. Namnet är identiskt med ordet lundr som betyder just "lund" eller "skogsdunge".

## Administrativ historik
Lunds kommun upprättades den 1 januari 1838 (som Lunde formannskapsdistrikt) när Formannskapslovene från 1837 trädde i kraft. Kommunen omfattade då den östra delen av nuvarande Lunds kommun (Lunds socken).
Den 1 januari 1965 gick huvuddelen av Heskestads kommun upp i Lunds kommun. Kommunen ökade då från 1 953 invånare före sammanslagningen till 2 500 invånare efter.

## Tätorter
I Lunds kommun finns en tätort:
- Moi (centralort)

## Socknar
Inom Norska kyrkan är Lunds kommun indelad i två socknar:
- Heskestads socken
- Lunds socken

Socknarna ingår i Dalane prosteri i Stavangers stift.

## Bilder

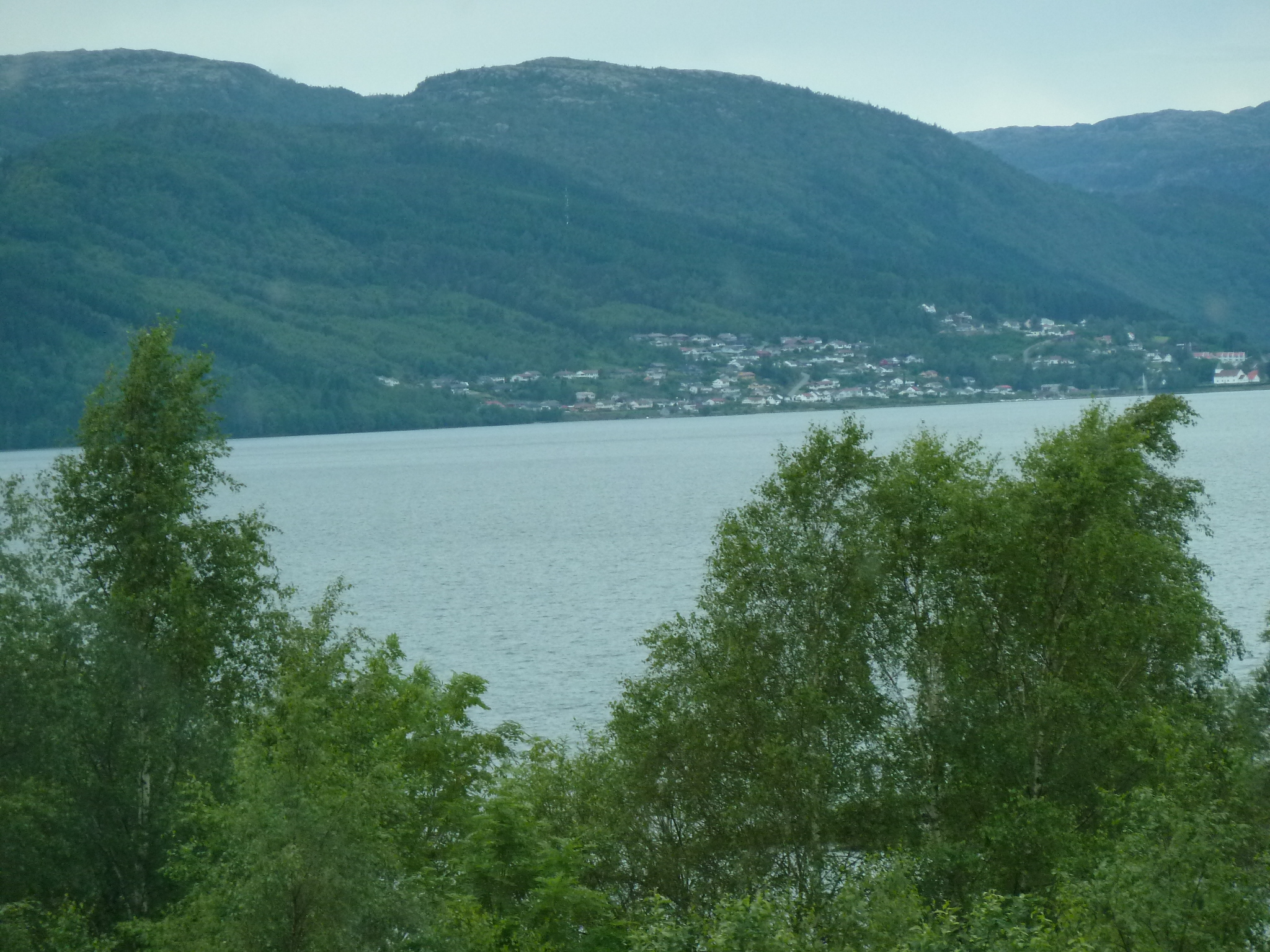
Centralorten Moi ligger vid Lundevatnet, Norges nionde djupaste insjö.
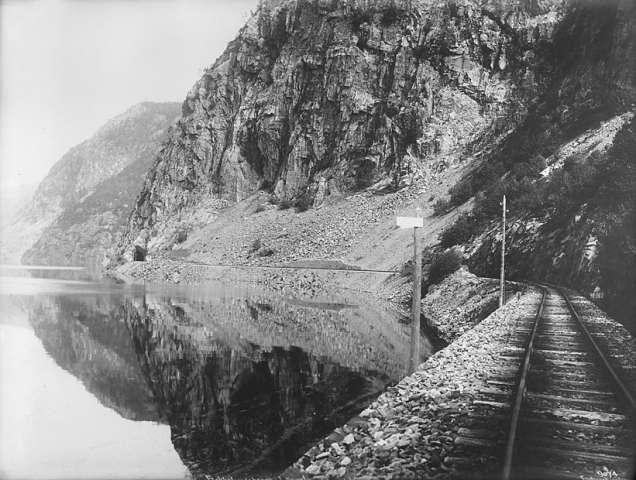
Bild från 1908 med Flekkefjordsbanan.